# Pedro Ruas
Pedro Luiz Fagundes Ruas (Porto Alegre, 3 de janeiro de 1956) é um advogado e político brasileiro filiado ao Partido Socialismo e Liberdade (PSOL). Iniciou a sua vida política no extinto Movimento Democrático Brasileiro (MDB). Quando Leonel Brizola, voltou do exílio em 1979, construiu o antigo Partido Trabalhista Brasileiro (PTB), e posteriormente o Partido Democrático Trabalhista (PDT). Em 2012, foi o vereador mais votado de Porto Alegre e eleito em 2015 deputado estadual pelo Rio Grande do Sul. É atualmente vereador na capital, desde 2021.

## Biografia
É filiado ao Partido Socialismo e Liberdade (PSOL). Nas eleições de 2014, em 5 de outubro, foi eleito deputado estadual do Rio Grande do Sul, na 54.ª legislatura (2015–2019). Assumiu o cargo no dia 1.º de fevereiro de 2015, mandato que expirou em 1.º de fevereiro de 2019. Nas eleições gerais de 2018 concorreu novamente por uma cadeira a Assembleia Legislativa do Estado do Rio Grande do Sul (ALRS), mas não se elegeu, ficando como suplente.
Foi vereador em Porto Alegre de 2012 a 2014, tendo sido o candidato a vereador mais votado na eleição municipal do 2012. Nas eleições municipais de 2020 foi eleito novamente vereador na capital, com 14.478 votos (representando 2,28%) sendo o segundo mais votado, ficando atrás apenas de sua colega de partido Karen Santos que fez 15.702 votos (representando 2,47%).
Em 2011, foi condenado por difamação pelo Tribunal de Justiça do Estado do Rio Grande do Sul (TJ-RS) e à perda da imunidade parlamentar após fazer declarações públicas contra Carlos Crusius, ex-marido da então governadora Yeda Crusius, do Partido da Social Democracia Brasileira (PSDB), acusando-o de desviar recursos da campanha do PSDB em 2006. A pena foi de três meses de reclusão, convertida em multa.
Nas eleições gerais de 2022 anunciou candidatura ao governo do Rio Grande do Sul, em convenção do PSOL ocorrida no dia 24 de julho de 2022 no Salão de Eventos da Barros Cassal, em Porto Alegre, mas a retirou no dia 29 de julho de 2022 e se tornou candidato a vice-governador na chapa de Edegar Pretto, do Partido dos Trabalhadores (PT).

## Desempenho em eleições
| Ano  | Eleição                        | Candidato a       | Partido | Coligação                                                | Votos              | Resultado                |
| ---- | ------------------------------ | ----------------- | ------- | -------------------------------------------------------- | ------------------ | ------------------------ |
| 1988 | Municipal em Porto Alegre      | Vereador          | PDT     | sem coligação proporcional                               | 2.594              | Suplente                 |
| 1992 | Municipal em Porto Alegre      | Vereador          | PDT     | sem coligação proporcional                               | 4.686              | Eleito                   |
| 1996 | Municipal em Porto Alegre      | Vereador          | PDT     | Unidade Popular (PDT, PCdoB)                             | 5.933 (0,82%)      | Eleito                   |
| 1998 | Estaduais do Rio Grande do Sul | Senador           | PDT     | Frente Trabalhista Riograndense (PDT, PST, PMN)          | 526.395 (11,51%)   | Não eleito               |
| 2002 | Estaduais do Rio Grande do Sul | Deputado Federal  | PDT     | PDT, PTB                                                 | 37.867 (0,51%)     | Não eleito               |
| 2006 | Estaduais do Rio Grande do Sul | Deputado Estadual | PSOL    | Frente de Esquerda (PSOL, PSTU, PCB)                     | 18.406 (0,31%)     | Não eleito               |
| 2008 | Municipal em Porto Alegre      | Vereador          | PSOL    | Sol e Verde (PSOL, PV)                                   | 13.569 (1,79%)     | Eleito                   |
| 2010 | Estaduais do Rio Grande do Sul | Governador        | PSOL    | sem coligação                                            | 37.934 (0,6%)      | Não eleito               |
| 2012 | Municipal em Porto Alegre      | Vereador          | PSOL    | sem coligação proporcional                               | 14.610 (1,94%)     | Eleito                   |
| 2014 | Estaduais do Rio Grande do Sul | Deputado Estadual | PSOL    | Frente de Esquerda (PSOL, PSTU)                          | 36.230 (0,59%)     | Eleito                   |
| 2016 | Municipal em Porto Alegre      | Vice-prefeito     | PSOL    | É a Vez da Mudança (PSOL, PCB, PPL)                      | 86.352 (12,06%)    | Não eleito               |
| 2018 | Estaduais do Rio Grande do Sul | Deputado Estadual | PSOL    | Independência e Luta para Mudar o Rio Grande (PSOL, PCB) | 53.380 (0,92%)     | Não eleito (1° suplente) |
| 2020 | Municipal em Porto Alegre      | Vereador          | PSOL    | sem coligação proporcional                               | 14.478 (2,28%)     | Eleito                   |
| 2022 | Estaduais do Rio Grande do Sul | Vice-governador   | PSOL    | Frente da Esperança (PT, PCdoB, PV, PSOL, REDE)          | 1.700.374 (26,77%) | Não eleito               |
| 2024 | Municipal em Porto Alegre      | Vereador          | PSOL    | Federação PSOL REDE                                      | 12.070 (1,78%)     | Eleito                   |